# Championnat d'Angleterre de rugby à XV 1988-1989
 (signalé en mai 2025).
Si vous disposez d'ouvrages ou d'articles de référence ou si vous connaissez des sites web de qualité traitant du thème abordé ici, merci de compléter l'article en donnant les références utiles à sa vérifiabilité et en les liant à la section « Notes et références ».
- Archive Wikiwix
- Bing
- Cairn
- DuckDuckGo
- E. Universalis
- Gallica
- Google
- G. Books
- G. News
- G. Scholar
- Persée
- Qwant
- (zh) Baidu
- (ru) Yandex
- (wd) trouver des œuvres sur Wikidata

Navigation
Courage League
 1987-1988 Courage League 1989-1990
Le Championnat d'Angleterre de rugby à XV 1988-1989, appelée Courage League 1988-1989 du nom de son sponsor, oppose les douze meilleures équipes anglaises de rugby à XV. Au cours de la compétition, toutes les équipes s'affrontent une fois. L'équipe première du classement final est sacrée championne. Les deux dernières sont relégués en seconde division.
Cette saison, les clubs de Rosslyn Park et de Liverpool St Helens ont accédé à l'élite et remplacent les Sale Sharks et Coventry qui ont été relégués en seconde division. Le club de Bath Rugby termine en tête de la compétition et succède aux Leicester Tigers au palmarès de la compétition. Les clubs de Waterloo et de Liverpool St Helens finissent la compétition aux deux dernières places et sont relégués en Courage Clubs Championship.

## Liste des équipes en compétition
La compétition oppose pour la saison 1988-1989 les douze meilleures équipes anglaises de rugby à XV :
| - Bath Rugby - Bristol Rugby - Gloucester RFC - Harlequins | - Leicester Tigers - Liverpool St Helens - Moseley - Nottingham | - Orrell - Rosslyn Park - Wasps - Waterloo |

## Classement de la phase régulière
| Rang | Club                    | J  | V  | N | D  | Pm  | Pe  | Diff | Pts |
| ---- | ----------------------- | -- | -- | - | -- | --- | --- | ---- | --- |
| 1    | Bath Rugby              | 11 | 10 | 0 | 1  | 263 | 98  | +165 | 20  |
| 2    | Gloucester RFC          | 11 | 7  | 1 | 3  | 215 | 112 | +103 | 15  |
| 3    | Wasps                   | 11 | 7  | 1 | 3  | 206 | 138 | +68  | 15  |
| 4    | Nottingham RFC          | 11 | 6  | 1 | 4  | 142 | 122 | +20  | 13  |
| 5    | Orrell RUFC             | 11 | 6  | 1 | 4  | 148 | 157 | -9   | 13  |
| 6    | Leicester Tigers (T)    | 11 | 6  | 1 | 4  | 189 | 199 | -10  | 13  |
| 7    | Bristol Bears           | 11 | 6  | 0 | 5  | 188 | 117 | +71  | 12  |
| 8    | Harlequins              | 11 | 5  | 0 | 6  | 194 | 184 | +10  | 10  |
| 9    | Rosslyn Park (P)        | 11 | 5  | 0 | 6  | 172 | 208 | -36  | 10  |
| 10   | Moseley RFC             | 11 | 3  | 0 | 8  | 113 | 242 | -129 | 6   |
| 11   | Waterloo RFC            | 11 | 1  | 1 | 9  | 120 | 235 | -115 | 3   |
| 12   | Liverpool St Helens (P) | 11 | 1  | 0 | 10 | 116 | 254 | -138 | 2   |

|  | Champion d'Angleterre (no 1).                                                   |
|  | Relégués en Courage Clubs Championship pour la saison 1989-1990 (no 11, no 12). |
|  | T : tenant du titre 1988 • P : promus 1988                                      |

Attribution des points: victoire sur tapis vert : 2, victoire : 2, match nul : 1, défaite : 0, forfait : -2.
Règles de classement: ??????

## Résultats des rencontres
L'équipe qui reçoit est indiquée dans la colonne de gauche.
| Clubs               | BAT   | BRI   | GLO   | HAR   | LEI   | LIV   | MOS   | NOT   | ORR   | ROS   | WAS  | WAT   |
| ------------------- | ----- | ----- | ----- | ----- | ----- | ----- | ----- | ----- | ----- | ----- | ---- | ----- |
| Bath Rugby          |       | 16-9  | 19-9  |       |       |       |       | 22-16 | 36-12 |       | 16-6 | 38-9  |
| Bristol Rugby       |       |       |       | 18-6  |       | 50-14 | 18-0  |       | 15-6  |       |      | 14-3  |
| Gloucester RFC      |       | 10-11 |       |       | 28-0  |       | 37-9  | 13-6  |       |       | 19-3 |       |
| Harlequins          | 9-26  |       | 26-11 |       |       |       | 15-6  | 38-15 |       |       |      | 23-24 |
| Leicester Tigers    | 15-12 | 13-12 |       | 21-31 |       |       |       |       | 15-27 | 28-15 | 15-6 |       |
| Liverpool St Helens | 7-21  |       | 9-31  |       | 12-23 |       |       | 15-22 |       | 12-32 |      |       |
| Moseley             | 0-38  |       |       |       | 22-13 | 18-15 |       |       | 10-12 | 7-13  |      | 13-6  |
| Nottingham          |       | 10-6  |       | 12-0  | 12-12 |       | 13-9  |       |       |       | 9-15 |       |
| Orrell              |       |       | 6-16  | 16-15 |       | 20-4  |       | 12-6  |       |       | 9-9  | 15-12 |
| Rosslyn Park        | 6-19  | 18-16 | 8-26  | 12-16 |       |       |       | 9-18  | 19-3  |       |      |       |
| Wasps               |       | 21-19 |       | 23-15 |       | 16-10 | 39-10 |       |       | 39-16 |      |       |
| Waterloo            |       |       | 15-15 |       | 22-34 | 6-12  |       | 8-18  |       | 14-24 | 0-29 |       |

|  | Victoire à domicile |  | Match nul |  | Défaite à domicile |